# خانلیقلی
خانلیقلی (به لاتین: Xanlıqlı) یک منطقه مسکونی در جمهوری آذربایجان است که در شهرستان لنکران و در دهستان هفتانی واقع شده‌است.

## جمعیت
خانلیقلی ۲۰۲ نفر جمعیت دارد.

## ریشه واژه
نام این شهرک به دلیل وجود زمین‌ها و اراضی خان‌های خانات تالش در این ناحیه بوده است.  این روستا هم‌اکنون با آبادی هفتانی ادغام شده است.